# Huapala
Huapala är en ort i Mexiko.   Den ligger i kommunen Las Minas och delstaten Veracruz, i den sydöstra delen av landet, 210 km öster om huvudstaden Mexico City. Huapala ligger 1 620 meter över havet och antalet invånare är 205.
Terrängen runt Huapala är huvudsakligen bergig, men norrut är den kuperad. Runt Huapala är det ganska tätbefolkat, med 160 invånare per kvadratkilometer. Närmaste större samhälle är Atzalan, 12,9 km nordväst om Huapala. I omgivningarna runt Huapala växer i huvudsak blandskog.